# 洸太朗
洸 太朗（こう たろう）は、石川県小松市出身の演歌歌手である。デビュー曲は「夢 ほたる」（日本クラウン）。

## 略歴
第63回粟津駅前商工祭カラオケ選手権で優勝を機に、第3回全日本カラオケ選手権大会、第10回ケーブルテレビカラオケグランプリで優勝する経歴を持つ。
日本クラウンより2009年8月5日にCDシングルデビューを果たす。
地元小松市、石川県出身の歌手として地元に愛される歌手を目指す。
| スタブアイコン | サブスタブ | この項目は、まだ閲覧者の調べものの参照としては役立たない、歌手に関連した書きかけの項目です。この項目を加筆・訂正などしてくださる協力者を求めています（P:音楽/PJ:芸能人）。 |